# Rod Lawler
Rodney „Rod“ Lawler (* 12. Juli 1971 in Liverpool) ist ein englischer Snookerspieler. Zwischen 1990 und 2024 war er mit einem Jahr Unterbrechung 33 Jahre lang als Profi aktiv und gehörte Mitte der 1990er Jahre zu den Top 32 der Weltrangliste. In seiner Karriere gewann er ein Minor-Ranking-Turnier der PTC-Serie sowie drei kleinere Einladungsturniere.

## Karriere

### Anfänge in der Jugend und auf der Profitour
Rod Lawler war ein erfolgreicher Jugendspieler und nahm an den englischen Juniorenmeisterschaften im Snooker und im Billard teil. 1987 wurde er nationaler U16-Meister im English Billiards. In der Altersklasse U-19 wurde er 1990 Juniorenmeister im Snooker. Danach nahm er auch an Qualifikationsturnieren für die Profitour teil. 1990 setzte er sich bei den Professional Play-offs unter anderem gegen Joe Swail und Mike Watterson durch und wurde Profi.
Er startete erfolgreich in seine erste Saison 1990/91. Seine erste Partie, ein 1-Frame-Match beim Shoot-out, gewann er gegen Brian Morgan. Höhepunkt war das Classic, bei dem er bis ins Viertelfinale vorstieß und Spieler wie John Virgo und Joe Johnson schlug. Beim Dubai Classic stand er unter den letzten 32 und bei den meisten anderen Turnieren kam er zumindest unter die letzten 64, darunter bei den beiden wichtigsten Ranglistenturnieren, der UK Championship und der Weltmeisterschaft. Damit stieg er auf Platz 54 der Rangliste ein. Zum Auftakt der folgenden Saison kam er beim Dubai Classic nach einem Sieg über Doug Mountjoy wieder unter die letzten 32. Die Nummer 10 der Weltrangliste schlug er ein zweites Mal bei der UK Championship und beim Classic kam er zum dritten Mal in Runde 3. Bei allen anderen Turnieren schnitt er allerdings schlechter ab, so dass er sich nur wenig verbesserte.
1992/93 schlug er mit Darren Morgan beim Dubai Classic einen weiteren Top-16-Spieler. Er erreichte dort ebenso das Achtelfinale wie bei der Benson & Hedges Championship, das in diesem Jahr einmalig ein Minor-Ranking-Turnier mit reduzierter Zahl an Punkten für die Rangliste war. In der Saison 1993/94 war die Runde der letzten 32 beim British Open sein bestes Ergebnis für die Rangliste, weshalb er drei Jahre auf Platz 45 stagnierte. Erfolgreicher war er bei den Turnieren ohne Wertung. Beim Merseyside Professional kam er ebenso ins Halbfinale wie beim ersten Turnier der Strachan Challenge. Zwei weitere Turniere endeten für ihn im Achtelfinale.

### Die erfolgreichen Jahre in den Top 32
Beim Grand Prix erreichte er im Jahr darauf endlich wieder dieses Ergebnis bei einem vollwertigen Ranglistenturnier. Brian Morgan und die Nummer 16 Tony Drago schlug er auf dem Weg dorthin. Bei der Benson & Hedges Championship, an der allerdings die Top 16 nicht teilnahmen, erreichte er das Finale. Gegen Mark Williams verpasste er aber mit einer 5:9-Niederlage die Qualifikation für das Masters. Ein besonderer Erfolg gegen Ende der Saison war die Weltmeisterschaft. Er besiegte in der dritten Qualifikationsrunde Dean Reynolds mit 10:6 und schaffte damit zum ersten Mal den Einzug in die WM-Endrunde im Crucible Theatre. Bei seinem Debüt unterlag er aber Peter Ebdon deutlich mit 2:10.
1995/96 folgte dann seine erfolgreichste Saison. Mit dem Merseyside Professional gewann er seinen ersten Titel auf der Profitour, auch wenn es nicht um Ranglistenpunkte ging. Dean Reynolds musste sich ihm im Finale mit 4:5 geschlagen geben. Beim German Open erreichte er wenig später das Viertelfinale. Er schlug Top-16-Spieler Terry Griffiths mit 5:0 und warf anschließend die Nummer 5 James Wattana mit 5:2 aus dem Turnier, bevor er an Stephen Hendry mit 3:5 scheiterte. Doch schon beim International Open trafen sie erneut aufeinander und diesmal siegte der Engländer gegen den mehrfachen Weltmeister und Weltranglistenersten mit 5:3. Danach war der Weg frei und er erreichte sein erstes Ranglistenfinale, das er aber mit 3:9 gegen John Higgins verlor. Am Saisonende gelang ihm dann auch noch mit einem 10:5 über Dennis Taylor erneut der Crucible-Einzug. Seinen zweiten Auftritt in der legendären Spielstätte gewann er mit 10:6 gegen John Parrott. Im Achtelfinale erwies sich dann Dave Harold aber als zu stark und Lawler verlor 6:13. Neben der Tour gelangen Lawler im Jahr 1996 aber noch zwei Turniersiege bei Einladungsturnieren, beim China Masters in Peking und in Finnland beim Finnish Masters.
Die Erfolge bei den Ranglistenturnieren der Vorsaison ließen ihn bis auf Platz 20 springen. Allerdings sollte es seine höchste Platzierung bleiben. Das Erreichen des Achtelfinals nach einem weiteren Sieg über John Parrott beim Asian Classic zum Auftakt der Saison 1996/97 war in diesem Spieljahr sein bestes Ergebnis. Zweimal kam er noch unter die letzten 32, bei der WM verpasste er seinen dritten Endrundeneinzug gegen Billy Snaddon. Auch im Jahr darauf war ein Achtelfinale, diesmal beim British Open das beste Ranglistenergebnis und so war er nach zwei Jahren wieder auf Platz 40 zurückgefallen. Immerhin war er daneben noch zweimal Halbfinalist bei Turnieren ohne Punktwertung.

### Wechselhafte Zeit in den Top 64
Dass Lawler aus den Top 32 fiel, bedeutete auch, dass er in der Qualifikation der Turniere bereits eine Runde früher antreten musste. In der Saison 1998/99 erreichte er zwar am Anfang noch beim Grand Prix die Runde der letzten 32 und bei der UK Championship das Achtelfinale, aber viermal verlor er danach auch sein Auftaktmatch. Die Saison darauf begann mit fünf Auftaktniederlagen in Folge, nur beim Malta Grand Prix kam er über die zweite Runde hinaus unter die letzten 32. 2000/01 erreichte er zwar beim Merseyside Professional, wo er häufig gut abschnitt, zum zweiten Mal das Finale, das er gegen Michael Holt verlor, bei den Weltranglistenturnieren kam er aber nicht mehr über die dritte Runde hinaus und verlor immer mehr an Boden. Bei den Welsh Open 2002 kam er im Jahr darauf zwar wieder unter die letzten 32, aber nachdem das das beste Ergebnis der folgenden Saison geblieben war, erreichte er mit Platz 66 seine bis dahin niedrigste Platzierung in der Rangliste und außerdem noch eine zusätzliche Qualifikationsrunde.
Das zusätzliche Spiel brachte ihm aber in der Saison 2002/03 mehr Stabilität und bei allen Turnieren erreichte er mindestens die dritte Runde. Die Welsh Open brachten ihm nach langer Zeit wieder ein Viertelfinale bei einem Ranglistenturnier, neben der Revanche gegen Michael Holt gelangen ihm dabei auch Siege gegen James Wattana und Jimmy White. Beim Irish Masters kam er unter die letzten 32. Dies konnte er im nächsten Jahr nicht bestätigen und nur bei der Players Championship kam er in die vierte Runde. 2004/05 kam er beim letztmals ausgetragenen Merseyside Professional noch einmal ins Halbfinale, das damit sein erfolgreichstes Turnier war. Sein „Heimturnier“ in Liverpool hatte er einmal gewonnen und ein weiteres Mal das Finale sowie noch dreimal das Halbfinale erreicht. Danach spielte er auch eine ordentliche Saison mit nur einer Auftaktniederlage und dem Einzug in die vierte Runde bei den Welsh Open. Damit konnte er sich auch in den Top 64 behaupten, für die sich die ab Mitte der 2000er die Tourzugehörigkeit automatisch verlängerte.

### Kampf um den Profistatus
Das Auf und Ab im unteren Viertel der Top 64 setzte sich auch in den folgenden Jahren fort. 2005/06 brachte wieder einen kleinen Aufwärtstrend, vor allem mit dem Erreichen des „Judgement Day“ bei der Weltmeisterschaft. Im Entscheidungsspiel um den Crucible-Einzug führte er schon 6:1, bevor sein Gegner Anthony Hamilton zum 7:7 aufholte und schließlich mit 10:8 gewann. Bei der UK Championship schlug Lawler im Jahr darauf Hamilton mit 9:7 und kam wieder einmal unter die letzten 32. So weit kam er auch beim Malta Cup. Ins Achtelfinale eines Turniers kam er aber in diesem und auch in den nächsten Jahren nicht. 2007/08 war zweimal die Runde der letzten 48 sein bestes Abschneiden, wodurch er wieder auf Platz 60 fiel. Eine Runde weiter kam er bei der Bahrain Championship und in den nächsten beiden Jahren bei den China Open. Außerdem erreichte er bei der WM 2010 ein weiteres Mal die letzte Qualifikationsrunde, das er aber klar mit 2:10 gegen Liang Wenbo verlor. Damit kletterte er wieder auf Platz 49.
Die Saison 2010/11 brachte dann mit der Players Tour Championship (PTC) eine Reihe neuer Turniere mit geringerer Wertigkeit für die Rangliste. Lawler startete mit drei Auftaktniederlagen in die Serie, erreichte dann aber immerhin beim dazu gehörenden Paul Hunter Classic in Fürth die Runde der letzten 32. Fürth-Sieger Judd Trump schlug er bei den Welsh Open und erreichte ebenfalls mit den Letzten 32 sein bestes Ergebnis bei einem vollwertigen Ranglistenturnier. Danach folgte aber eine richtig schlechte Saison mit zahlreichen Auftaktniederlagen sowohl bei PTC-, als auch bei den größeren Turnieren. Der einzige nennenswerte Erfolg war das Erreichen der dritten Runde beim fünften PTC-Turnier in Sheffield mit einem Sieg über den Weltranglisten-12. Mark Allen. Er rutschte bis auf Platz 75 ab und nach 22 Jahren uneingeschränkter Tourzugehörigkeit verlor er seinen Profistatus.

### Späte Erfolge mit 40 Jahren
Allerdings nutzte er die Chance, über die Q School sofort wieder ein Profiticket zu lösen. Im ersten Turnier verlor er zwar knapp mit 3:4 im Entscheidungsspiel gegen Ian Burns, doch im dritten Turnier stand er erneut im Gruppenfinale und konnte nach einem 4:0-Sieg über Joe Delaney 2012/13 weiter bei den Profiturnieren antreten. Die erfolgreiche Qualifikation brachte einen Aufschwung und gleich beim ersten Turnier, dem Wuxi Classic, erreichte er zum ersten Mal seit 14 Jahren wieder das Achtelfinale eines Ranglistenturniers. Dabei gelang ihm auch ein Sieg über den Weltranglistenvierten Stephen Maguire. Es folgten weitere gute Ergebnisse und beim dritten PTC-Turnier in Gloucester der Durchmarsch bis ins Finale, wo er Marco Fu mit 4:2 schlug. Es war sein zweiter Profititel und sein einziger Sieg bei einem Turnier um Ranglistenpunkte. Mit Stuart Bingham und Stephen Lee schlug er auf dem Weg zum Sieg zwei weitere Top-16-Spieler. Beim Munich Open erreichte er zum Abschluss der PTC-Serie ein weiteres Mal ein Halbfinale und hatte sich damit als 8. der PTC-Wertung einen Platz in den Grand Finals gesichert. Nach einem Auftaktsieg gegen Cao Yupeng schied er jedoch im Achtelfinale knapp mit 3:4 gegen Kurt Maflin aus. Bei den großen Ranglistenturnieren punktete er ebenfalls und bei der Weltmeisterschaft stand er erneut im Duell um den Crucible-Einzug. Wieder hatte er im Match gegen Martin Gould Vorteile, bevor dieser zum 7:7 ausgleichen und schließlich mit 10:7 gewinnen konnte. In einem Jahr stieg Lawler damit von 0 auf Platz 59 der Rangliste.
Im Jahr darauf konnte er den großen Erfolg zwar nicht wiederholen, er erreichte aber trotzdem bemerkenswerte Ergebnisse. Beim Bluebell Wood Open besiegte er den Weltranglisten-5. John Higgins und kam ins Achtelfinale, dasselbe Ergebnis gelang ihm bei einem zweiten PTC-Turnier, den Gdynia Open 2014. Beim German Masters besiegte er im Viertelfinale Top-16-Spieler Mark Davis im Decider auf die Farben mit 5:4. Das Erreichen des Halbfinals war 14 Jahre nach dem Finale beim International Open sein zweitbestes Ergebnis bei einem vollwertigen Ranglistenturnier. Mit dem Vorrücken auf Platz 38 hatte Lawler mit inzwischen 42 Jahren auch seine zweitbeste Karrierephase seit der Mitte der 1990er Jahre. In der Saison 2014/15 konnte er zwischenzeitlich sogar bis auf Platz 33 steigen. Das Halbfinale beim Paul Hunter Classic und das Viertelfinale bei den Ruhr Open in der PTC-Serie sowie das Achtelfinale bei der International Championship und der UK Championship brachten ihn an die Top 32 der Welt heran. Doch durch frühes Ausscheiden bei den Grand Finals und der Weltmeisterschaft verlor er wieder Punkte, die er zwei Jahre zuvor geholt hatte und blieb in der Zweijahreswertung der Weltrangliste auf Platz 39 stehen.

### Die vorerst letzten Profijahre
Saison 2015/16 dauerte es lange, bis Lawler wieder über die dritte Runde eines Turniers hinauskam. Beim Shoot-out besiegte er Ali Carter und den amtierenden Weltmeister und Weltranglistenzweiten Stuart Bingham und kam ins Viertelfinale, das Sonderformat mit 1-Frame-Matches auf Zeit brachte aber keine Ranglistenpunkte. Das Achtelfinale bei den China Open mit einem Sieg über Kyren Wilson sicherte dagegen auch seine Platzierung ab, auch wenn es wieder nach unten ging. 2016/17 blieben aber auch solche Erfolge aus und bis zum Saisonende kam er nur ein einziges Mal über die zweite Runde hinaus. Bei der abschließenden Weltmeisterschaft erreichte er aber zum achten Mal den „Judgement Day“. Durch eine 6:10-Niederlage gegen Jimmy Robertson verpasste er zum sechsten Mal die WM-Endrunde und konnte sich auch um vier Plätze nicht unter den Top 64 halten. Er sammelte aber genug Punkte, um über die Ein-Jahres-Wertung einen neuen Startplatz in den beiden folgenden Saisons zu erhalten.
2017/18 gab es aber dann reihenweise Auftaktniederlagen, nur dreimal kam er in Runde 2. Für sein bestes Ergebnis, das Erreichen der dritten Runde beim Shoot-out, gab es diesmal zwar Punkte, aber so wenig, dass er keine gute Ausgangsposition für das zweite Jahr hatte. Die Saison 2018/19 verlief zwar deutlich besser, aber nach einigen Siegen zu Beginn folgte eine Serie von fünf Auftaktniederlagen. In der zweiten Saisonhälfte schaffte er es beim Shoot-out ins Viertelfinale. Wertvoller war aber der Sieg gegen den Weltranglisten-8. Kyren Wilson bei den China Open, der ihn ins Achtelfinale brachte. Damit spielte auch die Erstrundenniederlage gegen Mark Davis bei der abschließenden Weltmeisterschaft keine Rolle mehr und er konnte sich über die Einjahreswertung ein weiteres Mal zwei Profijahre sichern. In beiden Spielzeiten war aber bei fast allen Turnieren spätestens in der zweiten Runde Schluss. Nur bei der Weltmeisterschaft 2021 kam er noch einmal in Runde 3. Weder die Einjahreswertung noch die Q School, bei der er in allen drei Turnieren nicht weit kam, konnte ihm diesmal den Profistatus retten. Und so schied Lawler mit fast 50 Jahren nach 31 Jahren auf der Profitour aus.

### Verlängerung um zwei Jahre
Nach einem Jahr mit Amateurstatus versuchte er es 2022 ein weiteres Mal, auf die Tour zurückzukehren. Durch einen Erfolg im ersten Turnier der Q School konnte er sich die Tourcard für die Saison 2022/23 und 2023/24 sichern. Im ersten Jahr gelang ihm ein Achtungserfolg bei den Welsh Open, wo er mit Siegen über Jamie Jones und Matthew Stevens unter die Letzten 32 kam. Sonst gab es nur Siege gegen am Ende der Rangliste platzierte. Ähnlich verlief die zweite Saison mit der dritten Runde bei den British Open als bestem Ergebnis. Mit Dominic Dale und Jimmy Robertson schlug er auch höher platzierte Spieler. Mit weiteren Einzelsiegen konnte er sich zwar unter den Top 100 halten, von den Top 64 blieb er aber weit entfernt, weshalb er 2024 seinen Tourplatz erneut verlor.

### Spielweise
Rod Lawler ist bekannt für seine langsame und bedächtige Spielweise, die ihm auch den Spitznamen „Rod the Plod“ (to plod heißt stapfen, schwerfällig gehen) einbrachte. In der Saison 2019/20 begann der Snookerverband, die durchschnittlich Stoßzeit zu messen und Lawler gehörte zu den fünf langsamsten Spielern der Tour.

## Erfolge
Ranglistenturniere
- Finale: International Open (1996)
- Halbfinale: German Masters (2014)
- Viertelfinale: Classic (1991), German Open (1995), Welsh Open (2003), Snooker Shoot-Out (2019)

Minor-Ranking-Turniere
- Sieger: Players Tour Championship (2012/13 – Event 3)
- Halbfinale: Munich Open (2013), Paul Hunter Classic (2014)

Andere Profiturniere
- Sieger: Merseyside Professional (1995), China Masters (1996), Finnish Masters (1996)
- Finale: Benson & Hedges Championship (1994), Merseyside Professional (2001)
- Halbfinale: Masters Qualifying Event (1997, 2003), Merseyside Professional (1993, 1998, 2004), Strachan Challenge (1994 – Event 1)

Qualifikation für die Profitour
- Professional Play-offs (1990)
- Q School (2013 – Turnier 3, 2022 – Turnier 1)